# Antu (telescopio)
Antu è il nome dato al primo (UT1) telescopio del Very Large Telescope (VLT) installato in cima al Cerro Paranal, in Cile. Come gli altri tre telescopi del VLT, è del tipo Ritchey-Chrétien e possiede quattro fuochi: due fuochi Nasmyth, un fuoco Cassegrain e un fuoco curvo. Il loro utilizzo è il seguente:
- Al fuoco Nasmyth A, lo spettrografo infrarosso CRIRES.
- Al fuoco Nasmyth B, ISAAC
- Al fuoco Cassegrain FORS2
- Il fuoco curvo è untilizzato unicamente durante delle osservazioni interferometriche.